# Hidden Stash 420
Albums de Kottonmouth Kings
420 Freedom Sampler
(2009) Long Live the Kings
(2010)
Hidden Stash 420 est une compilation des Kottonmouth Kings, sortie le 13 octobre 2009.

## Liste des titres
| 1.  | Intro                                                         | 0:49 |
| 2.  | Can Anybody Hear Me                                           | 4:23 |
| 3.  | Take a Ride (featuring Judge D)                               | 3:44 |
| 4.  | Evolution (featuring Johnny Richter)                          | 3:13 |
| 5.  | Tangerine Sky                                                 | 6:55 |
| 6.  | D Iz Who I B (featuring D-Loc)                                | 4:14 |
| 7.  | Got It Get It Kingspade                                       | 4:31 |
| 8.  | Stoner Bitch (featuring Potluck)                              | 4:36 |
| 9.  | Late Night Call (featuring Judge D)                           | 4:05 |
| 10. | Lookin' Out My Window (featuring Johnny Richteret et Daddy X) | 3:50 |
| 11. | Mushroom Cloud (featuring The Dirtball)                       | 3:18 |
| 12. | This is for You (featuring Judge D et The Dirtball)           | 3:34 |
| 13. | Pack Me Another Rip                                           | 2:17 |
| 14. | Purple Smoke (featuring Judge D)                              | 4:11 |
| 15. | Demons (featuring The Dirtball)                               | 3:46 |
| 16. | Adventures of This (featuring Kingspade)                      | 3:42 |
| 17. | Superstar (featuring Big B)                                   | 3:34 |
| 18. | Sick Adventure (featuring Judge D)                            | 4:15 |
| 19. | Sacrifice (featuring Tech N9ne)                               | 4:58 |
| 20. | Let the Music Play (featuring Judge D)                        | 4:30 |

| 1.  | Runnin' Things                                       | 3:34 |
| 2.  | Wind Me Up (featuring Hed PE et Tech N9ne)           | 5:11 |
| 3.  | Problem Addict (featuring Tech N9ne)                 | 3:14 |
| 4.  | New Vision (featuring Dogboy et The Dirtball)        | 4:08 |
| 5.  | Rebel Music (featuring Judge D)                      | 3:55 |
| 6.  | We Can Smoke (featuring Big B)                       | 3:07 |
| 7.  | Spark It Up                                          | 3:14 |
| 8.  | Dank in My Brain (featuring Judge D et The Dirtball) | 4:38 |
| 9.  | Grind (featuring The Dirtball)                       | 3:21 |
| 10. | Miss Smokey                                          | 3:47 |
| 11. | Get Up (featuring Brokencyde)                        | 3:48 |
| 12. | No Future (featuring Brother J)                      | 5:06 |
| 13. | Keep it Movin' (featuring Judge D)                   | 3:24 |
| 14. | Don't Sleep on the Streets (featuring Sen Dog)       | 3:36 |
| 15. | Bumpin' (featuring Potluck)                          | 3:41 |
| 16. | Tip Off (featuring Judge D)                          | 4:04 |
| 17. | Action (featuring Tech N9ne, The Dirtball et Big B)  | 3:28 |
| 18. | Funky Rhyme (featuring Danny Diablo et Subhoods)     | 3:39 |
| 19. | Endless Highway (Full Tank Remix)                    | 3:07 |
| 20. | High Hopes                                           | 4:28 |